# Аль-Вакиа
Аль-Ва́ки’а (араб. الواقعة — Событие) — пятьдесят шестая сура Корана. Сура мекканская.  Состоит из 96 аятов.

## Содержание
Она начинается с рассказа о неизбежном наступлении Дня воскресения, о событиях, которые произойдут в этот День, и о том, что в этот День люди разделятся на три группы. Затем подробно рассказывается о том, что уготовано каждой группе в зависимости от их деяний — блаженство для богобоязненных, соответствующее их положению, или наказание для неверных за то, что они не уверовали и ослушались Аллаха.

Когда наступит Событие (День воскресения), ۝ никто не сочтёт его наступление ложью. ۝ Оно унижает и возвышает. ۝ Когда земля сильно содрогнётся, ۝ когда горы раскрошатся на мелкие кусочки, ۝ а затем превратятся в развеянный прах, ۝ вы разделитесь на три группы. ۝ Одни будут по правую сторону. Кто же будет по правую сторону? ۝ Другие же будут по левую сторону. Кто же будет по левую сторону? ۝ И будут опередившие их всех в добре, которые опередят их и в Раю.  ۝ Это будут приближенные, ۝ которые пребудут в Садах блаженства. ۝ Многие из них - из первых поколений, ۝ и лишь немногие - из последних. 
—  56:1—14 (Кулиев)